# Elverhøj (film 1910 Lund)
Elverhøj è un cortometraggio muto del 1910 diretto da Jørgen Lund e prodotto dalla Biorama e Fotorama. Il nome del regista appare anche come attore nel ruolo del re Christian IV. Tra gli altri interpreti, Karen Caspersen, Agnes Lorentzen, Ludvig Nathansen, Christian Nobel Franz Skondrup, Oscar Stribolt.

## Produzione
Il film fu prodotto dalla Biorama e Fotorama.

## Distribuzione
In Danimarca, il film uscì nelle sale il 29 settembre 1910.